# أولريش ك. جولدسميث
أولريش ك. جولدسميث (بالإنجليزية: Ulrich K. Goldsmith؛ بالألمانية: Ulrich K. Goldsmith) هو باحثة في  الدراسات الألمانية أمريكي وألماني، ولد في 19 يناير 1910 في فرايبورغ في ألمانيا، وتوفي في 2 مايو 2000 في بولدر في الولايات المتحدة.